# Calacalles
Calacalles é um género de coleópteros polífagos pertencente à família Curculionidae.
A autoridade científica do género é Peyerimhoff, tendo sido descrito em 1926.
Possui dois subgéneros:
- Calacalles (Calacalles) Peyerimhoff, 1926
- Calacalles (Saetiacalles) Bahr, 2000

## Portugal
As espécies existentes em Portugal são (lista pode estar incompleta):
- Calacalles azoricus - endemismo dos Açores
- Calacalles droueti - endemismo dos Açores
- Calacalles subcarinatus
- Calacalles theryi
- Calacalles wollastoni